# Liste der Abgeordneten zum Salzburger Landtag (7. Gesetzgebungsperiode)
Diese Liste der Abgeordneten zum Salzburger Landtag (7. Gesetzgebungsperiode) listet alle Abgeordneten zum Salzburger Landtag in der 7. Gesetzgebungsperiode bzw. 11. Wahlperiode auf. Die Gesetzgebungsperiode dauerte von der Konstituierung des Landtags am 22. Mai 1974 bis zum 15. Mai 1979. Die Konstituierung des nachfolgenden Landtags der 8. Gesetzgebungsperiode erfolgte am 16. Mai 1979.
Mit der Novelle des Landes-Verfassungsgesetzes war die Anzahl der Landtagsabgeordneten 1973 von 32 auf 36 erhöht worden. In der Folge profitierte die Österreichische Volkspartei (ÖVP) durch massive Gewinne als einzige Partei von der Erhöhung der Mandate und stellte nach der Landtagswahl 1974 18 statt 13 Abgeordnete. Trotz der Erhöhung der Mandatszahl blieb der Mandatsstand der Sozialistischen Partei Österreichs (SPÖ) gegenüber 1969 mit 13 Mandaten unverändert, die Freiheitliche Partei Österreichs (FPÖ) fiel gar von sechs auf fünf Mandate zurück.
Nach der Angelobung der Landtagsabgeordneten erfolgte am 22. Mai 1974 die Wahl der Landesregierung Lechner IV, die damit der Landesregierung Lechner III nachfolgte.

## Funktionen

### Landtagspräsidenten
Nach dem Wahlsieg der ÖVP konnte die ÖVP den Anspruch auf den Landtagspräsidenten zurückerobern, wobei Hans Schmidinger mit dieser Funktion betraut wurde. Karl Zillner (SPÖ) übernahm in der Folge das in „Zweiter Landtagspräsident“ umbenannte Amt des bisherigen „Ersten Landtagspräsident-Stellvertreters“. Durch ihre Verluste verlor die FPÖ den Anspruch auf das Amt des „Zweiten Landtagspräsident-Stellvertreters“, das nun „Dritter Landtagspräsident“ hieß. Das Amt übernahm Hans Zyla (ÖVP), bisheriger Erster Landtagspräsident-Stellvertreter. Die Wahl der Landtagspräsidenten erfolgte am 22. Mai 1974.

### Landtagsabgeordnete
| Name                     | Fraktion | Anmerkung |
| ------------------------ | -------- | --- |
| Bonimaier Anton          | ÖVP      | Mandatsverzicht per 19. April 1977 nach Wahl in die Landesregierung                                                                               |
| Brunauer Josef           | SPÖ      | |
| Brunner Othmar           | SPÖ      | |
| Dengg Annemarie          | ÖVP      | |
| Eder Johann              | ÖVP      | am 20. April 1977 für Anton Bonimaier angelobt |
| Gmachl Wolfgang          | ÖVP      | |
| Gruber Jakob             | SPÖ      | |
| Haslauer Wilfried        | ÖVP      | Mandatsverzicht per 28. Mai 1974 nach Wahl in die Landesregierung                                                                                 |
| Haunsberger Wolfgang     | ÖVP      | |
| Hofmann Karl             | SPÖ      | am 29. Mai 1974 für ein in die Landesregierung gewähltes Mitglied angelobt                                                                        |
| Hörl Josef               | ÖVP      | |
| Illmer Simon             | ÖVP      | |
| Janschitz Robert         | SPÖ      | |
| Lechner Hans             | ÖVP      | Mandatsverzicht per 28. Mai 1974 nach Wahl in die Landesregierung                                                                                 |
| Ledermann Fritz          | FPÖ      | |
| Leitner Walter           | FPÖ      | Mandatsverzicht per 28. Mai 1974 nach Wahl in die Landesregierung                                                                                 |
| Maier Georg              | SPÖ      | am 29. Mai 1974 für ein in die Landesregierung gewähltes Mitglied angelobt                                                                        |
| Mayer-Schönberger Viktor | ÖVP      | |
| Moritz Herbert           | SPÖ      | Mandatsverzicht per 28. Mai 1974 nach Wahl in die Landesregierung                                                                                 |
| Neumayer Leonhard        | ÖVP      | |
| Nindl Karl               | ÖVP      | am 29. Mai 1974 für ein in die Landesregierung gewähltes Mitglied angelobt                                                                        |
| Oberkirchner Sepp        | SPÖ      | am 29. Mai 1974 für ein in die Landesregierung gewähltes Mitglied angelobt, Mandatsverzicht per 1. November 1976 nach Wahl in die Landesregierung |
| Pexa Hans                | SPÖ      | Mandatsverzicht per 28. Mai 1974 nach Wahl in die Landesregierung                                                                                 |
| Pichler Josef            | SPÖ      | |
| Posch Christian          | ÖVP      | |
| Rud Walter               | FPÖ      | am 29. Mai 1974 für Walter Leitner angelobt |
| Sampl Franz              | ÖVP      | |
| Schmidinger Hans         | ÖVP      | |
| Schreiner Helmut         | ÖVP      | |
| Schuller Hellfried       | FPÖ      | |
| Schwaighofer Josef       | ÖVP      | am 29. Mai 1974 für ein in die Landesregierung gewähltes Mitglied angelobt                                                                        |
| Spann Franz              | ÖVP      | |
| Springle Maria           | SPÖ      | |
| Steinmetzer Christina    | ÖVP      | am 29. Mai 1974 für ein in die Landesregierung gewähltes Mitglied angelobt                                                                        |
| Steinocher Karl          | SPÖ      | Mandatsverzicht per 28. Mai 1974 nach Wahl in die Landesregierung                                                                                 |
| Stockinger Walter        | SPÖ      | |
| Stöllinger Alois         | SPÖ      | |
| Vogl Walter              | ÖVP      | |
| Weichenberger Josef      | SPÖ      | am 2. November 1976 für Josef Oberkirchner |
| Wiesner Sepp             | FPÖ      | |
| Wolfgruber Rupert        | ÖVP      | Mandatsverzicht per 28. Mai 1974 nach Wahl in die Landesregierung                                                                                 |
| Zillner Karl             | SPÖ      | |
| Zillner Alois            | FPÖ      | |
| Zyla Hans                | ÖVP      | |